# Mazuecos de Valdeginate (kommun)
Mazuecos de Valdeginate är en kommun i Spanien.   Den ligger i provinsen Provincia de Palencia och regionen Kastilien och Leon, i den norra delen av landet, 220 km norr om huvudstaden Madrid. Antalet invånare är 107.